# Sultan Qaboes-moskee (Sohar)
De Sultan Qaboos-moskee is een moskee in de havenstad Sohar, in het noorden van Oman. Het is vernoemd naar de vorige sultan van Oman, Qaboes bin Said Al Said.

## Bouw
De moskee is gebouwd op een terrein van 181.000 vierkante meter en de bebouwde oppervlakte bedraagt 28.778 vierkante meter. Het voor de moskee bestemde gebied omvat landschapsarchitectuur, parkeerplaatsen en andere voorzieningen. De belangrijkste gebedsruimte biedt plaats aan ruim 4.600 gelovigen, terwijl de vrouwenruimte plaats biedt aan 740 gelovigen.
De moskee heeft een tuin, drie hoofdingangen, vier minaretten en een blauwe hoofdkoepel. Het integreert ook hout in zijn ontwerp. Het interieur van de moskee is ingewikkeld met subtiele kleuren. De mihrab is betegeld in een turquoise en gouden palet. Het tapijt heeft een horizontaal lijnenpatroon.